# Molekylær symmetri
I kemi bliver molekylær symmetri brugt til at beskrive symmetrien i molekyler og klassifikationen af disse molekyler i henhold til deres symmetri.
Molekylær symmetri er et grundlæggende koncept i kemi, da det kan bruges til at forudsige eller forklare mange af molekylernes kemiske egenskaber, som om de har dipolmoment samt dets spektroskopiske overgangstilstande. For at kunne gøre dette er det nødvendigt at anvende gruppeteori, hvilke involverer klassificering af molekylerne ved brug af ikke-reducerbar repræsentation fra karaktertabellen for molekylets symmetrigrupper.
Symmetri er anvendeligt i studiet af molekylorbitaler, ved brug af Hückelmetoden til ligandfeltteori og Woodward-Hoffmannreglerne. Mange universitetslærebøger om fysisk kemi, kvantekemi, spektroskop og uorganisk kemi behandler emnet symmetri.
Man bruger også krystalsystem til at beskrive krystallografisk symmetri i større mængder materiale.
Der er mange teknikker til at bestemme symmetrien af et givent molkelye, inklusive røntgenkrystallografi og forskellige former for spektroskopi.

## Punktgruppe
Molekylers punktgruppe bestemmes af tilstedeværelsen eller fraværet af fem symmetrielementer:
- Symmetriakse
- Plansymmetri
- Centersymmetri
- Rotationsspejlingsakse
- Enhed

### Almindelige punktgrupper
| Punktgruppe | Symmetri                                       | Simpel beskrivelse af typisk geometri          | Eksempel 1                                                          | Eksempel 2                                 | Eksempel 3                                                  |
| ----------- | ---------------------------------------------- | ---------------------------------------------- | ------------------------------------------------------------------- | ------------------------------------------ | ----------------------------------------------------------- |
| C1          | E                                              | ingen symmetri, kiralt                         | bromochlorofluoromethan (begge enantiomer vist)                     | Lysergsyre                                 | L-leucin og de fleste andre α-aminosyrer bortset fra glycin |
| Cs          | E σh                                           | spejlplan                                      | thionylchlorid                                                      | hypochloritsyre                            | chloroiodomethan                                            |
| Ci          | E i                                            | invers center                                  | meso-vinsyre                                                        | mucinsyre (meso-musinsyre)                 |                                                             |
| C∞v         | E 2C∞Φ ∞σv                                     | lineært                                        | hydrogenfluorid (og alle andre heteronukleare diatomiske molekyler) | Dinitrogenoxid (dinitrogen monoxid)        | hydrogencyanid                                              |
| D∞h         | E 2C∞Φ ∞σi 2S∞Φ ∞C2                            | lineært med omvendt center                     | oxygen (og alle andre homonukleare diatomiske molekyler             | carbondioxid                               | acetylen (ethyn)                                            |
| C2          | E C2                                           | "åben bog-geometri", kiralt                    | hydrogenperoxid                                                     | hydrazin                                   | tetrahydrofuran (drejet konformation)                       |
| C3          | E C3 C32                                       | propel, kiralt                                 | triphenylfosfin                                                     | triethylamin                               | fosforsyre                                                  |
| C2h         | E C2 i σh                                      | plant med omvendt center, intet vertikalt plan | trans-1,2-dichloroethylen                                           | trans-dinitrogen difluorid                 | trans-azobenzen                                             |
| C2v         | E C2 σv(xz) σv'(yz)                            | vinklet (H2O) eller vippe (SF4)                | vand                                                                | svovltetrafluorid                          | dichloromethan                                              |
| C3h         | E C3 C32 σh S3 S35                             | propeller                                      | borsyre                                                             | floroglucinol (1,3,5-trihydroxybenzene)    |                                                             |
| C3v         | E 2C3 3σv                                      | trigonal pyramidal                             | ammoniak (hvis der ses bort fra pyramidal inversion)                | Fosforoxitrichlorid                        | cobalt tetracarbonyl hydrid, HCo(CO)4                       |
| C4v         | E 2C4 C2 2σv 2σd                               | kvadratisk pyramidal                           | xenon oxytetrafluorid                                               | pentaboran(9), B5H9                        | nitroprussid-anion [Fe(CN)5(NO)]2−                          |
| C5          | E 2C5 2C52                                     | femdelt rotationssymmetri                      | C-Reaktivt Protein                                                  |                                            |                                                             |
| C5v         | E 2C5 2C52 5σv                                 | "malkeskammel"-kompleks                        | Cyclopentadienyl nikkelnitrosyl (CpNiNO)                            | corannulen                                 |                                                             |
| D2          | E C2(x) C2(y) C2(z)                            | drejet (twist), kiralt                         | bifenyl (skæv konformation)                                         | twistan (C10H16)                           |                                                             |
| D3          | E C3(z) 3C2                                    | tripel helix, kiralt                           | Tris(ethylendiamin)cobalt(III) cation                               | tris(oxalato)jern(III) anion               |                                                             |
| D2h         | E C2(z) C2(y) C2(x) i σ(xy) σ(xz) σ(yz)        | plant med omvendt center, vertikalt plan       | ethylen                                                             | pyrazin                                    | diboran                                                     |
| D3h         | E 2C3 3C2 σh 2S3 3σv                           | trigonal plan eller trigonal bipyramidal       | bortrifluorid                                                       | fosforpentachlorid                         | cyclopropan                                                 |
| D4h         | E 2C4 C2 2C2' 2C2" i 2S4 σh 2σv 2σd            | kvadratisk plan                                | xenontetrafluorid                                                   | kaliumoktachlorodimolybdat(II) anion       | Trans-[CoIII(NH3)4Cl2]+ (eksklusive H-atomer)               |
| D5h         | E 2C5 2C52 5C2 σh 2S5 2S53 5σv                 | pentagonal                                     | cyclopentadienyl anion                                              | ruthenocen                                 | C70                                                         |
| D6h         | E 2C6 2C3 C2 3C2' 3C2‘’ i 2S3 2S6 σh 3σd 3σv   | hexagonal                                      | benzen                                                              | bis(benzen)chrom                           | coronen (C24H12)                                            |
| D7h         | E C7 S7 7C2 σh 7σv                             | heptagonal                                     | tropylium (C7H7+) cation                                            |                                            |                                                             |
| D8h         | E C8 C4 C2 S8 i 8C2 σh 4σv 4σd                 | oktagonal                                      | cyklooktatetraenid (C8H82−) anion                                   | uranocen                                   |                                                             |
| D2d         | E 2S4 C2 2C2' 2σd                              | 90° twist                                      | allen                                                               | tetrasvovltetranitrid                      | diboran(4) (exciteret tilstand)                             |
| D3d         | E 2C3 3C2 i 2S6 3σd                            | 60° twist                                      | ethan (forskudt rotamer)                                            | dicobaltoktacarbonyl (ikke-bridged isomer) | cyclohexan stolkonformation                                 |
| D4d         | E 2S8 2C4 2S83 C2 4C2' 4σd                     | 45° twist                                      | svovl (kronekonformation af S8)                                     | dimangan decacarbonyl (forskudt rotamer)   | oktafluoroxenat-ion (idealiseret geometri)                  |
| D5d         | E 2C5 2C52 5C2 i 2S103 2S10 5σd                | 36° twist                                      | ferrocen (forskudt rotamer)                                         |                                            |                                                             |
| S4          | E 2S4 C2                                       |                                                | 1,2,3,4-tetrafluorospiropentan (meso isomer)                        |                                            |                                                             |
| Td          | E 8C3 3C2 6S4 6σd                              | tetrahedral                                    | methan                                                              | fosforpentoxid                             | adamantan                                                   |
| Th          | E 4C3 4C32 i 3C2 4S6 4S65 3σh                  | pyritohedron                                   |                                                                     |                                            |                                                             |
| Oh          | E 8C3 6C2 6C4 3C2 i 6S4 8S6 3σh 6σd            | oktahedral eller kubisk                        | svovlhexafluorid                                                    | molybdenhexacarbonyl                       | cubane                                                      |
| I           | E 12C5 12C52 20C3 15C2                         | kiralt ikosahedral eller dodekahedral          | Rhinovirus                                                          |                                            |                                                             |
| Ih          | E 12C5 12C52 20C3 15C2 i 12S10 12S103 20S6 15σ | ikosahedral eller dodekahedral                 | Buckminsterfulleren                                                 | dodekaborat-anion                          | dodekahedran                                                |